# Fight Night Round 3
Fight Night Round 3 — симулятор боксу, розроблений командою EA Chicago і виданий компанією EA Sports для ігрових приставок Sony Playstation 2, PlayStation 3, PlayStation Portable, Xbox і Xbox 360.
Це третя гра в серії Fight Night, що випускається EA Sports; вона виділяється поліпшеною графікою і ігровим процесом.

## Геймплей
Гравець управляє бокс ёром і має на вибір кілька режимів гри. Про стан здоров'я бійця гравець дізнається за фізичним станом екранного персонажа, його рухам і рисами обличчя.
Боксер, створений і керований гравцем, виступає на рингу проти випадково генеруються бійців, заробляє гроші, змінює менеджерів. Крім того, в грі є можливість проводити історичні матчі, типу Taylor vs. Hopkins, Gatti vs. Ward або Robinson vs. Lamotta в класичному режимі ESPN.

## Рецензії
- Однією з проблем гри вважається невисокий рівень штучного інтелекту. Різні ігрові оглядачі та критики, які оцінювали гру, вважають, що навіть на самому важкому рівні складності проходити гру занадто просто.
- Official Xbox Magazine нагородив Fight Night Round 3 рідкісної оцінкою в 10 балів, найбільшим балом в журналі.
- В огляді, зробленому G4techTV Reviews, стверджується, що гра показує найкращу графіку з коли-небудь бачених.

Рейтинг на підставі декількох рецензій:
- Gamerankings' ':
- Xbox 360 — 85,49 %
- Playstation 3 — 81,73 %
- Playstation 2 — 83,61 %
- Xbox — 82,57 %
- PSP — 75,44 %